# Guy Bovet

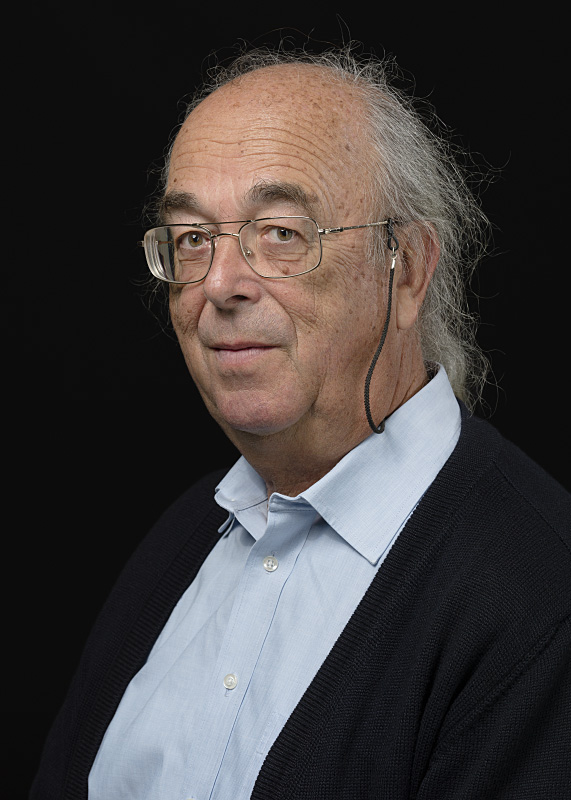
Guy Bovet (2015)

Guy Bovet (* 22. Mai 1942 in Thun, heimatberechtigt in Neuenburg und Fleurier) ist ein Schweizer Organist und Komponist.

## Leben
Guy Bovet war Orgelschüler von Marie Dufour in Lausanne, Pierre Segond in Genf und Marie-Claire Alain in Paris. Von 1979 bis 1999 unterrichtete er spanische Orgelmusik an der Universität von Salamanca. Ab 1989 war er mehr als 20 Jahre lang Professor an der Musikhochschule Basel. Daneben unterrichtete an zahlreichen anderen Institutionen und Universitäten, u. a. in Berlin, Hamburg, Wien, Helsinki, Oslo, Warschau, Moskau und London, an der University of Western Ontario, der University of Oregon, der Drake University, der Southern Methodist University und der Universität von Cincinnati. Ausserdem lehrte er in Kursen und Orgelakademien in ganz Europa, Japan und Mexiko.
Bovet setzt sich für die Erhaltung historischer Orgeln ein; unter anderem sorgte er zusammen mit seiner Frau Maria für die Wiederherstellung der Orgel der Familie Alain, für die Jehan Alain seine Kompositionen geschrieben hatte. Er wirkt als Experte für Projekte in Europa, Mexiko und im Fernen Osten.
Von 1988 bis 2009 war er Organist an der Collégiale in Neuenburg, deren neue Orgel er 1996 konzipierte. Er gibt jährlich etwa sechzig Konzerte, sein Repertoire umfasst Musik des Mittelalters, frühe spanische und französische Musik wie auch Werke von Johannes Brahms, Franz Liszt, César Franck, Jehan Alain und Johann Sebastian Bach. Er spielte über fünfzig Schallplatten und CDs überwiegend an historischen Orgeln ein. Daneben leitet er die Société des Concerts Spirituels de Genève und die Société des concerts de la Collégiale de Neuchâtel und ist künstlerischer Direktor des Orgelfestes von Lahti.
Bovet komponierte neben Orgelmusik sinfonische Werke, Konzerte, Opern, Kammermusik und zahlreiche Filmmusiken. Daneben trat er als Herausgeber der Werke von Francisco Correa de Arauxo, José Lidón sowie von Komponisten der Abtei Einsiedeln hervor.
1963 erhielt er den 1. Preis für Improvisation beim St Albans International Organ Festival. 2012 verlieh ihm die Fryderyk-Chopin-Universität für Musik in Warschau die Ehrendoktorwürde.

## Werke
- Premier livre d’orgue, 1958/59
- Deuxième livre d’orgue, 1958–1961
- Troisième livre d’orgue, 1960–1964
- Mouvement symphonique, 1962
- Psaumes vocaux, 1962–1964
- Concertino für Orgel, Streichorchester, Flöte und Oboe, 1963
- Mystère de Noël 1963, 1963
- Mystère de Noël 1964, 1964
- Quatrième livre d’orgue, 1964–1970
- Suite à 2 orgues, 1964
- Sonata da chiesa für Oboe d’amore und Orgel, 1965
- La Nouvelle Etoile, 1965
- Fantaisie pour flûte, cor et orgue, 1969
- Concerto für Orgel und Sinfonieorchester, 1969
- Variations Romanesques, 1970
- Seconda sonata da chiesa für Bassflöte und Orgel, 1970
- Requiem pour un vrai Noël, 1971
- Cinquième livre d’orgue, 1971–75
- Improvisation sur un thème japonais, 1974
- Bachaphrase für Orgel und Tonband, 1976
- Hommage à Haendel, 1976
- Salve Regina für Orgel, 1978
- Concerto pour chœur et orgue, 1979
- Trois Préludes Hambourgeois für Orgel, 1987
- Nouvelles pièces d’orgue, 1993
- Messe pour les Bâloises, 1993
- Nun komm, der Heiden Heiland, Kantate für Chor und Orgel, 1994
- Versammlung der Tiere, musikalische Komödie, 1995
- 12 Tangos ecclesiasticos für Orgel, 1999
- Trois Esquisses Japonaises, 2001

## Filmografie
- 1966: Jean-Luc persécuté
- 1969: Vivre ici
- 1970: Der Verrückte (Le Fou)
- 1970: James ou pas
- 1974: Der Seitensprung (L’escapade)
- 1977: Hochzeit im Grünen (Le jour des noces)